# Cheiracanthium aculeatum
Cheiracanthium aculeatum is een spinnensoort uit de familie Cheiracanthiidae.
De wetenschappelijke naam van de soort werd in 1884 gepubliceerd door Eugène Simon.